# 955 هـ
955 هـ هي سنة في التقويم الهجري امتدت مقابلةً في التقويم الميلادي بين سنتي 1548 و1549.

## مواليد
- قاسم بن محمد الغساني

## وفيات
- محمود بن عمر التنبكتي